# Les Mille et Un Contes de Bugs Bunny
Série
Le Monde fou, fou, fou de Bugs Bunny
(1981) L'Île fantastique de Daffy Duck
(1983)
Pour plus de détails, voir Fiche technique et Distribution.
Les Mille et Un Contes de Bugs Bunny (Bugs Bunny's 3rd Movie: 1001 Rabbit Tales) est un  film Looney Tunes de 1982 compilant de courts métrages classiques de Warner Bros. Cartoons (dont beaucoup ont été raccourcis) et des séquences d'animation de transition, organisées par Bugs Bunny.

## Fiche technique
- Titre français : Les Mille et Un Contes de Bugs Bunny
- Titre original : Bugs Bunny's 3rd Movie: 1001 Rabbit Tales
- Réalisation : Friz Freleng, Chuck Jones et Robert McKimson
- Scénario : John W. Dunn, David Detiege, Friz Freleng, Warren Foster, Chuck Jones, Michael Maltese et Tedd Pierce
- Musique : Rob Walsh
- Production : Friz Freleng
- Société de production : Warner Bros. Animation
- Pays d'origine : États-Unis
- Langue originale : anglais américain
- Durée : 77 minutes
- Dates de sortie :
  - États-Unis : 19 novembre 1982 (cinéma)
  - France : 16 janvier 1991 (VHS)

## Distribution

### Voix originales
- Mel Blanc : Bugs Bunny, Daffy Duck, Sam le Pirate, Grosminet, Titi, Sylvestre Junior, le loup, Henri la cigogne, Gretel
- Bea Benaderet : Hazel, Gretel (archive sonore)
- Arthur Q. Bryan : Elmer Fudd (archive sonore)
- June Foray : Mémé, Mère Gorille, Boucles d'or, le Petit Chaperon Rouge (archive sonore)
- Tom Holland : Slowpoke Rodriguez (archive sonore)
- Shepard Menken : le narrateur
- Lennie Weinrib : Prince Abba-Dabba

### Voix françaises
Société de doublage : PM Productions 
- Guy Piérauld : Bugs Bunny
- Patrick Guillemin : Daffy Duck
- Henry Djanik : Sam le Pirate
- Marc de Georgi : Grosminet
- Arlette Thomas : Titi, Hazel
- Marc François : Porky Pig
- Olivier Destrez : Prince Abadaba, Hansel, le Prince Charmant
- Philippe Dumat : Elmer Fudd, le vieux serviteur de Sam
- Daniel Lafourcade : Sylvestre Junior, le génie de la lampe
- Edgar Givry : Slowpoke Rodriguez
- Céline Monsarrat : Boucles d'or, le Petit Chaperon Rouge, Gretel
- Joël Martineau : Le loup, le narrateur (One Froggy Evening)
- Guy Chapelier : Henri la Cigogne

## Sorties vidéos

### VHS
- VHS de Warner Home Vidéo  édition Pop-Corn (16 janvier 1991)

Juste une VHS est sortie en France. Un double DVD avec le film : Bugs  Bunny, Bip-Bip le film-poursuite est sortie aux États-Unis en 2005 mais uniquement avec la version originale et espagnole.

### VOD
- FilmoTV (date de sortie sur la plateforme inconnue)

- CanalVOD (date de sortie sur la plateforme inconnue)

- iTunes (date de sortie sur la plateforme inconnue)

Le film est disponible sur FilmoTV et CanalVOD en VF. Il est aussi disponible sur iTunes mais uniquement en VOST.

## Liste des cartoons inclus dans le film
- Daffy change de peau (Cracked Quack)
- Le Singe d'une nuit d'été (Apes of Wrath)
- Un esclave de choix (Wise Quackers)
- Ali Baba Bunny (id)
- Le Haricot magique (Tweety and the Beanstalk)
- Bunny ensorcelé (Bewitched Bunny)
- Une souris sans gêne (Goldimouse and the Three Cats)
- Pas d'heure pour aller chasser (A Sheep in the Deep)
- Grand mère ne s'en laisse pas conter (Red Riding Hoodwinked)
- Le joueur de flûte de Guadulupe (The Pied Piper of Guadulupe)
- Nonchalanté contre-attaque (Mexican Boarders)
- La légende du ténor grenouille (One Froggy Evening)
- L'or, le canard et le rat (Aqua Duck)